# Gleb Galperin
Gleb Galperin (Moscú, Rusia, 25 de mayo de 1985) es un clavadista o saltador de trampolín ruso especializado en plataforma de 10 metros, donde consiguió ser campeón mundial en 2007.

## Carrera deportiva
En el Campeonato Mundial de Natación de 2005 celebrado en Montreal (Canadá) ganó la medalla de bronce en la plataforma de 10 metros, con una puntuación de 656 puntos, tras el chino Hu Jia y el cubano José Guerra y también ganó la medalla de oro en los saltos sincronizados desde la plataforma, por delante de los rusos y los británicos; dos años después, en el Campeonato Mundial de Natación de 2007 de Melbourne ganó el oro en los saltos individuales de la plataforma.
En cuanto a su actuación en los Juegos Olímpicos, ganó dos medallas de bronce en Pekín 2008 en los saltos individuales y sincronizados en la plataforma de 10 metros.